# Legyetek jók, ha tudtok
A Legyetek jók, ha tudtok (eredeti cím: State buoni se potete) 1984-ben bemutatott olasz drámai filmvígjáték. Az eredeti cím másik értelmezésére Fülöp atya utal a filmben: Maradjatok jók – ha tudtok. Utalás a gyermeki romlatlanságra.
A film rendezője Luigi Magni, producere Nando Basile. A forgatókönyvet Luigi Magni és Bernardino Zapponi írta, a zenéjét Angelo Branduardi szerezte. A mozifilm az Excelsior Cinematografica és a RAI Radiotelevisione Italiana gyártásában készült, a Medusa Distribuzione forgalmazásában jelent meg.  Olaszországban 1983. április 1-jén, vágott változattal 1984. december 18-án mutatták be a mozikban, Magyarországon 1989. november 10-én az MTV2-n sugározták.

## Rövid történet
1500 körül Néri Szent Fülöp olasz pap szegényes kis kápolnájában utcagyerekeken és árvákon segít. Ő nem egy tanult pap, hanem a jó és a rossz fogalmában hívő ember, és ezt tanítja a gyerekeknek is.

## Cselekmény
A magyar változatból kivágott részek dőlt betűvel szedve.
A Néri Szent Fülöp életét feldolgozó családi film az 1500-as évek Rómájában játszódik. Fülöp atya (Johnny Dorelli) elhagyott gyermekeket nevel. Magához fogadja a kis tolvaj Cirifischiót (Roberto Farris), az éles eszű, melegszívű fiút. Fülöp tiltása ellenére Cirifischio barátkozik Jakab mesterrel, az üstkováccsal, aki kártyából megjósolja a fiú jövőjét és megmutatja neki a szép mór lányt egy ajtórésen keresztül, aki felé a fiatal fiú ekkor még érdektelen. Amikor a pap a gyerekkel egy este koldulni indul, egy fiatal bíborossal találkoznak (Caprarola hercegével), aki durván és nagyképűen bánik velük. A bíboros kíséretében egy szép arcú fiatal apród is van Leonetto néven, aki durván félrelöki őket, ezért Cirifischio bosszút esküszik. Árvagyerek társaival együtt egy kertben megtámadja az apródot, akiről kiderül, hogy igazából kislány, Leonetta (Federica Mastroianni), és a bíboros szeretője. Fülöp atyát teljesen megrázza a tény. Cirifischio később a bíborost megdobja egy kővel, amiért elfogják, hogy kivégezzék. Fülöp atya értesül az elfogásról és az este folyamán az ördög megkísérti Szűz Mária képében, de Fülöp felismeri és arcon köpi a kísértőt. Másnap Fülöp megzsarolja a bíborost, hogy a pápa tudomására juttatja életmódját („Borgiák bűnét”), majd magával viszi a kislányt és az elfogott Cirifischiót. Leonetta először Ignác atya által vezetett jezsuiták katonai szigorral irányított iskolájába kerül, de Cirifischio – miután megkísérti az üstkovács képében az ördög – megpróbálja őt megszöktetni az ördög (Renzo Montagnani) segítségével. Fülöp atya egy vödör szenteltvízzel ártalmatlanná teszi az ördögöt; Loyolai Szent Ignác (Philippe Leroy), a jezsuiták vezetője szabadon engedi a két gyermeket, akik Fülöp atyánál nőnek föl.
Telnek az évek, Leonetta (Eurilla Del Bono) és Cirifischio (Rodolfo Bigotti) szép fiatal felnőttekké serdültek. Éppen eljegyzésükre készülődnek, amikor az ördög egy seprűkötő asszony (Flora Carabella) alakjában egy ürüggyel kocsmába küldi Cirifischiót, aki ott újból találkozik a bíborossal. A megkísértő helyzetben gazdag úr kötekedni kezd vele, mire a fiatalember leszúrja. Közben Fülöp atya az eljegyzési lakomára illusztris személyiségeket vonultatott fel: Loyolai Szent Ignác mellett Avilai Szent Teréz, Keresztes Szent János, Xavéri Szent Ferenc és Borromeo Szent Károly jött el vendégségbe. Éppen kezdődne a lakoma, amikor Cirifischio beesik az ajtón: megölte a bíborost, menekülnie kell. Fülöp rájön ki volt a kísértő, a seprűkötő asszonyt elkergeti.
Újból telnek az évek, Fülöp atya egyre öregszik. Egy nap egy apáca érkezik hozzá látogatóba: Leonetta az, aki zárdába vonult, de Fülöp azt hiszi kísértés és arcon köpi, ahogy korábban a Szűz Mária kísértést. Együtt imádkoznak Cirifischióért, akiből időközben híres rablóvezér lett. Közben az ördög egy szép mór nő (Iris Peynado) alakjában jelenik meg megint (aki édességet árul). Fülöp ismét felismeri benne az ördögöt, de sikertelenül próbálja ártalmatlanítani, sőt a szép mór nő megpróbálja bujasággal megkísérteni Fülöpöt, sikertelenül. Fülöp atya ezután – egyházi kérésre – próbára tesz és leleplez egy csodatévő apácát, akiből hiányzik az alázatosság, így okoskodása szerint csodatévő se lehet. Ezután V. Piusz pápa barátsággal fogadja Fülöpöt. A mór nő elcsábít, majd megöl egy fiatal nemesfiút. Fülöp atya egy csoport gyerekkel behatol a mór nő házába, akinek a tűzhelyéből elkárhozott lelkek jajai hangzanak. A nő alakja megjelenik a tűzben és megpróbálja elcsábítani a papot, de az visszautasítja, majd a kisfiúkkal lepisilteti a tüzet, mire az elalszik.
Ezután az ördög egy szobrász képében költözik be újra a templom szomszédságába. Éjszakai vándorlásai során Fülöp atya – az ördög közbenjárására – egy titokzatos szerzetesbe botlik, aki igazából nem más, mint V. Szixtusz pápa (Mario Adorf). A pap magával viszi a szerzetest a Colosseumban tanyázó rablókhoz, ahol egy gyermeket fog megkeresztelni. A rablók vezére Cirifischio, aki egyben a kisbaba keresztapja is. A keresztelő után a „szerzetes” által hívott katonák mindenkit elfognak.
Cirifischiót halálra ítélik. Fülöp atya meglátogatja a börtönben; a rabló eldicsekszik neki élményeivel, gazdagságával és hódításaival. Leonettát is megemlíti: biztos „egy koldushoz” ment feleségül, mondja, amire Fülöp atya rábólint. Végül Cirifischio megmutatja a papnak legszebb hódításának arcképét: a szép mór nő az. Fülöp atya tűzbe dobja a képet, mire az felrobban. Ekkor döbben rá Cirifischio, hogy összes élvezete és gazdagsága csak az ördög ajándéka volt. Végül megjelenik Leonetta, apácaruhában. A rabló rájön, hogy Leonetta férje, a „koldus” – Jézus.
Fülöp atya elmegy kegyelmet kérni Szixtusz pápához, ahol rá kell jönnie, hogy az azonos az éjjeli szerzetessel. A pápa nagy tisztelettel viseltetik a pap iránt, kegyelmi kérvényét ugyan elutasítja, de bíborossá akarja tenni. Bíborosként megkegyelmezhet Cirifischiónak Fülöp atya, de mégis elutasítja a bíborosi kalapot. Cirifischiót fölakasztják; az immáron megtért férfi nagy összeszedettséggel és reménnyel megy a halálba.
Végül megjelenik Fülöp atyánál a pápa szabója (aki Fülöp feltételezése szerint újból az ördög emberi alakban) és bíborosi ruhát ad rá. A pap bemutatja a bíborruhát védenceinek, de azok alig akarják így felismerni és megszeppenek – erre ő leveti a cifra ruhát és visszavedlik egyszerű „Fülöp atyává”. A film egy kislány arcával és a LAUS DEO („dicséret Istennek”) szavakkal végződik.

## Szereplők
| Szereplő                                     | Színész                        | Magyar hang                                          |
| -------------------------------------------- | ------------------------------ | ---------------------------------------------------- |
| Néri Fülöp                                   | Johnny Dorelli (Giorgio Guidi) | Végvári Tamás                                        |
| Loyolai Ignác                                | Philippe Leroy                 | Mécs Károly                                          |
| Cirifischio gyerekként                       | Roberto Farris                 | Minárovits Péter                                     |
| Cirifischio felnőttként                      | Rodolfo Bigotti                | Kaszás Attila                                        |
| Leonetta gyerekként                          | Federica Mastroianni           | Váraljai Alexandra                                   |
| Leonetta felnőttként                         | Eurilla Del Bono               | Tóth Enikő                                           |
| Jakab mester (üstkovács)                     | Renzo Montagnani               | Helyey László                                        |
| V. Szixtusz pápa                             | Mario Adorf                    | Mádi Szabó Gábor                                     |
| Járőrparancsnok                              | Franco Javarone                | Makay Sándor                                         |
| Capranola hercege, bíboros                   | Giovanni Crippa                | Usztics Mátyás                                       |
| Seprűkészítő öregasszony                     | Flora Carabella                | Pásztor Erzsi                                        |
| Mór lány                                     | Iris Peynado                   | Fehér Anna                                           |
| Ávilai Teréz                                 | Marisa Traversi                | Földessy Margit                                      |
| Borromei Károly bíboros                      | Piero Vivarelli                | Komlós András                                        |
| Loyolai Ignác szerzetestársa                 | Pier Giovanni Anchisi          | Felföldi László                                      |
| Spiridione                                   | Angelo Branduardi              | N/A                                                  |
| Elia mester, Minerva egyházi ruhák szabósága | N/A                            | Márton András                                        |
| Don Fulgenzio                                | N/A                            | Képessy József                                       |
| "Alamizsnát" adó öregúr                      | N/A                            | Kenderesi Tibor                                      |
| A Cirifischiót üldöző őrség parancsnoka      | N/A                            | Konrád Antal                                         |
| Prostituáltak                                | N/A                            | Dallos Szilvia Martin Márta Némedi Mari Pécsi Ildikó |
| Bíboros katonája                             | N/A                            | Sörös Sándor                                         |
| Keresztes János                              | N/A                            | Felföldi László                                      |
| Tordinonai patkolókovács                     | N/A                            | Kisfalussy Bálint                                    |
| Xavéri Ferenc                                | N/A                            | Kárpáti Tibor                                        |
| Fiatal fiú, akit megront a mór lány          | N/A                            | Bolba Tamás                                          |
| Fiatal fiú apja                              | N/A                            | Pathó István                                         |
| Szobrász                                     | N/A                            | Bodor Tibor                                          |
| A szobrász segédje                           | N/A                            | Orosz István                                         |
| Cirifischio emberei                          | N/A                            | Jakab Csaba Végh Péter                               |
| Börtönőrök                                   | N/A                            | Csankó Zoltán Laklóth Aladár                         |
| Bendőcske                                    | N/A                            | Alapi Gergely                                        |

Megjegyzés: Für Anikó neve bemondásra került, de nem hallható a filmben.

## Történeti háttér
- Fülöp atya (Néri Szent Fülöp) vidám alaptermészetű volt, a filmben bemutatottaknál szokatlanabb dolgokat is „művelt”, például csak a fél arcáról borotválta le a szakállt. Az iránta való túlzott tiszteletet bolondozásokkal oszlatta el.
- Fülöp atya ismerte és tisztelte a nála 26 évvel idősebb Loyolai Szent Ignácot, aki szintén Rómában tevékenykedett.
- 1530-as évek végén befejezte vallásos tanulmányait, figyelmét a szegények önzetlen segítésére és a vallásgyakorlásra fordította. Több látomása volt; népszerű volt Róma népe szemében.
- Oratóriumot, vagyis vallásgyakorló csoportot szervezett, melyen énekeltek is. E szervezés a többezres látogatói számot is elérte.
- 1533-ban szentelték pappá, 1564-ben a pápa rábízta a firenzeiek római templomának és egyházközségének vezetését, ami nagy tisztségnek számított. Erről betegsége miatt 1593-ban lemondott.
- XIII. Gergely pápa jó barátja volt.
- Cadigia, a mór lány a görög életérzésből és filozófiából kölcsönzött fogalmakkal ébreszti fel a vágyat a nemesfiúban: Ηλιος, Άνεμος, Θανατος: a Nap, a Szél és a Halál utáni vágyat (Ερως és Θανατος, a Szerelem és a Halál társai egymásnak). Ugyancsak a hitvilágra utal az öt fehér hattyú a dalszövegben. Az őt alakító színésznő, Iris Peynado, dominikai származású, Santo Domingóban született.

## Érdekességek
- A Napoleon Boulevard együttes Legyetek jók, ha tudtok! címmel zeneszámot készített (kiadva 1991-ben az azonos nevű albumon) a film főcímzenéjének ihletésére. (A dal azonnal sláger lett, bár a filmhez a dallamon kívül nem sok köze van.)
- A Legyetek jók, ha tudtok színházi ősbemutatóját 1998-ban Lengyel Pál rendezte Miskolcon, a diósgyőri várban. A színdarab főszereplői többek között Bezerédi Zoltán (Fülöp atya), Nagy Ervin (Cirifischio), Varga Gabriella (Leonetta), Szirtes Ági (kosárfonó asszony – mór nő), Dóczy Péter (fazekas – szobrászmester), Vida Péter (bíboros) és Kovács Zsolt (Loyolai Ignác) voltak. A gyerek főszerepeket Hudáky Zsuzsanna (kis Leonetta) és Lukács Ákos (kis Cirifischio) játszották. A zenét Melis László szerezte. A nagy sikerű, teltházzal futó előadást tíz alkalommal tekinthette meg a nagyközönség.
- Vajda Katalin – Fábri Péter – Gerendás Péter a film alapján Legyetek jók, ha tudtok Archiválva 2007. május 14-i dátummal a Wayback Machine-ben címmel zenés játékot írt, melynek bemutatója 2004. október 1-jén volt, több színházban játszották illetve játsszák.
- A filmben maga a zeneszerző is szerepelt. Ő volt Spiridione, az árvák kórusának vezetője.
- A filmet Magyarországon érthetetlen okokból erősen megvágott változatban mutatták be (bár egyes források szerint 1989-ben vágatlan verzióban vetítették a TV1-en, így a szinkron is elkészült, ez azonban csak a nézők által rögzített videókazettákon maradt fenn), amely miatt többek között a szép mór nő története gyakorlatilag érthetetlenné zsugorodik. Az eredeti változat több jelenetet tartalmaz, amelyek világosabbá teszik egyrészt Cirifischio és az üstkovács viszonyát, valamint a mór nő szerepét és Fülöp megkísértéseit is. Azonkívül szerepel benne egy ismert epizód Szent Fülöp életéből, ahol a szent egy állítólag csodatevő apácát úgy leplezett le, hogy próbára tette alázatosságát.

## A filmzene
A filmben szereplő zenéket és azok szövegét mind Angelo Branduardi írta, kivéve a Capitan Gesùt, amelynek szövege Luigi Magni műve. A film főcíme alatt a Legyetek jók, ha tudtok hangzik, a zeneszerző előadásában, amint két kislány hallgatja. Ezt a részletet a Magyarországon forgalmazott változatból kivágták.
Vanità di vanità
Don Filippo (Fülöp atya) árva gyermekeinek kórusa énekli, csilingelő ütőhangszerekkel gazdagon díszített hangszerelésben. A jelenetben maga a zeneszerző is szerepel, amint vezényli a kórust
Capitan Gesù, non stà lassù...
A jezsuita lányiskola gyermekkara énekli.
Canzone di Cadigia
A mór nő lány dalával elbűvöli a fiút a Nap a szél és a halál utáni vággyal:

### A film zenéjének önállóan kiadott változata
1. Vanità di vanità (gyermekkórus)
2. Tema di Leonetta (zenekari) szerelmi téma
3. Danse des filles de joie (zenekari)
4. State buoni se potete (a zeneszerző, Angelo Branduardi gitárral)
5. Canzone di Cadigia (Iris Peynado) a mór lány dala
6. Capitan Gesù (a hanglemezen zenekari, a filmen gyermekkórus)
7. Tema di Leonetta (hegedű és cselló)
8. State buoni se potete (gyermekkórus)
9. Canzone di Cadigia (hangszeres)
10. Capitan Gesù (gyermekkórus)
11. Vanità di vanità (zenekar, fuvola és orgona)
12. Tema di Leonetta (zenekar, hegedű és cselló)
13. State buoni se potete (zenekari harmonika és fuvola)
14. Vanità di vanità (zenekari)
15. Sarabande (zenekar, Angelo Branduardi gitár)

## Televíziós megjelenések
TV-2 / M2, TV-1 / M1, Duna TV / Duna, Filmmúzeum / Film Mania, Filmcafé